# قلعه باغ تیرجرد
قلعه باغ تیرجرد مربوط به دوره قاجار است و در شهرستان ابرکوه، بخش مرکزی، دهستان تیجرد، روستای فیروزآباد واقع شده و این اثر در تاریخ ۱۲ دی ۱۳۸۶ با شمارهٔ ثبت ۲۰۴۶۸ به‌عنوان یکی از آثار ملی ایران به ثبت رسیده است.